# Saint-Célestin
Saint-Célestin es un municipio canadiense situado en la provincia de Quebec.

## Superficie
Saint-Célestin tiene una superficie de 76,99 km².

## Demografía
En 2021, tenía 594 habitantes, una densidad poblacional de 7,7 hab./km², y 260 viviendas.